# بستی (گروه موسیقی)
بستی (به انگلیسی: Bestie)(به کره ای:베스티) گروه موسیقی کره‌ای است که در سال ۲۰۱۳ زیر نظر YNB Entertainment تشکیل شد